# Leuhan
Leuhan (Leuc'han in Breton) là một xã của tỉnh Finistère, thuộc vùng Bretagne, miền tây bắc Pháp.

## Dân số
Người dân ở Leuhan được gọi là Leuhannais.